# Shot
Shot こと Ilnitsky Evgeny Yuryevich
(露: Ильницкий Евгений Юрьевич);（1989年12月1日 - 2017年9月21日）は、カザフスタン・ペトロパブロフスク出身のラッパー、詩人、ミュージシャン。ステージ名「ショット」（英: Shot; 露: Шот）で知られる。

## 来歴
1989年12月1日にペトロパブロフスクで生まれる。父親を亡くし、父の祖父母によって育てられ、幼い頃から病気のため薬を多用していた。母親と兄弟は、運命を分けただけで、お互いには暖かいオトノレニヤで支えられていた。Shot自身は創造的可能性に注目して、私は薬物の危険性について訴える教育機関での活動を展開し、誰もが彼を好きになりそして、この業界での仕事が始まった。
しばらく「シグナルマン」だったが2005年以降は、続いて自分自身の内を訴えようとし、これを境に公式のキャリアが始まったと考えることができた。
約700曲、多くのアルバム、いくつかのクリップをリリース。ショットは社会問題を真剣に受け止めたため、多くの人に記憶され彼も編集から歌の録音まで考えられる意味でテキストを構築していった。声が忘れられないというほどの多くのファンが存在している。
生前は数カ国ツアーに行き、ショービジネスの人々と協力し、多くのオンライン活動で注目を集めた。

## 参照資料
- “Биография Shotа”. rap-russia.ru. 2020年2月28日閲覧。
- “Архивы Shot” (ロシア語). Rhyme - новости музыки. 2020年2月28日閲覧。
- “Shot биография”. prohiphop.org. 2020年2月28日閲覧。